# Parsberg
Parsberg er en by i Landkreis Neumarkt in der Oberpfalz i Oberpfalz i den tyske delstat Bayern.

## Inddeling
I kommunen ligger ud over Parsberg disse landsbyer og bebyggelser:
- Willenhofen
- Herrnried
- Eglwang
- Darshofen
- Kerschhofen
- Hörmannsdorf
- Klapfenberg
- Rudenshofen
- Hackenhofen
- Rudolfshöhe